# Fåker
Fåker är en tätort i Näs distrikt (Näs socken) i sydvästra delen av Östersunds kommun i Jämtlands län. Fåker station är en station längs inlandsbanan. Vid SCB:s ortsavgränsning 2020 räknade småorten Näs och Ålsta som en del av denna tätort som då av SCB namnsattes till Fåker, Ålsta och Månsta.

## Namnet
Namnet Fåker kommer från fóa som betyder rävhona på fornvästnordiska och akr som betyder åker på fornnordiska och just Fåker är sannolikt brukat som öknamn.

## Historia
Föreningslokalen Lyransgården totalförstördes i en brand den 10 mars 2009. Lokalen återuppbyggdes och invigdes knappt två år senare, i februari 2011

### Befolkningsutveckling
| Befolkningsutvecklingen i Fåker/Fåker, Ålsta och Månsta 1970–2020 | Befolkningsutvecklingen i Fåker/Fåker, Ålsta och Månsta 1970–2020 | Befolkningsutvecklingen i Fåker/Fåker, Ålsta och Månsta 1970–2020 | Befolkningsutvecklingen i Fåker/Fåker, Ålsta och Månsta 1970–2020 | Befolkningsutvecklingen i Fåker/Fåker, Ålsta och Månsta 1970–2020 |
| --- | ----------------------------------------------------------------- | ----------------------------------------------------------------- | ----------------------------------------------------------------- | ----------------------------------------------------------------- |
| |                                                                   |                                                                   |                                                                   |                                                                   |
| År |                                                                   |                                                                   | Folkmängd                                                         | Areal (ha)                                                        |
| 1970 | 1970                                                              |                                                                   | 203                                                               | 43                                                                |
| 1990 | 1990                                                              |                                                                   | 236                                                               | 27                                                                |
| 1995 | 1995                                                              |                                                                   | 206                                                               | 27                                                                |
| 2000 | 2000                                                              |                                                                   | 178                                                               | 27#                                                               |
| 2005 | 2005                                                              |                                                                   | 209                                                               | 27                                                                |
| 2010 | 2010                                                              |                                                                   | 199                                                               | 27**                                                              |
| 2010 | 2010                                                              |                                                                   | 197                                                               | 21#                                                               |
| 2015 | 2015                                                              |                                                                   | 241                                                               | 39                                                                |
| 2020 | 2020                                                              |                                                                   | 330                                                               | 115                                                               |
| Anm.: Ny tätort 1970, ej tätort 1975-1990 samt 2000. Upphörde som tätort 2010. Åter tätort 2015. Näs uppgick 2020 ** Som upphörd tätort (mindre än 200 invånare) # Som småort. |                                                                   |                                                                   |                                                                   |                                                                   |